# Grétarsdóttir
Grétarsdóttir ist ein isländischer Name.

## Bedeutung
Der Name ist ein Patronym und bedeutet Tochter des Grétar. Die männliche Entsprechung ist Grétarsson (Sohn des Grétar).

## Namensträger
- Gréta María Grétarsdóttir (* 1980), isländische Basketballspielerin
- Guðfríður Lilja Grétarsdóttir (* 1972), isländische Politikerin und Schachspielerin
- Júlía Grétarsdóttir (* 1995), isländische Eiskunstläuferin